# Manuel Barbadillo
Manuel Barbadillo (* 1929 in Cazalla de la Sierra, Spanien; † 2003 in Málaga, Spanien) war ein spanischer Maler und Computerkünstler.

## Leben
Manuel Barbadillo erfuhr von 1944 bis 1947 seine Ausbildung in der Werkstatt des Bildhauers Emilio García Ortiz und von 1951 bis 1953 auf der Kunstschule. Als er sich in den 1960er Jahren mit der Kybernetik von Norbert Wiener (1894–1964) beschäftigte, passte er seinen Malstil in Form und Rationalität an diese an. Ab 1968 arbeitete er zwecks visueller Recherchen zu seinen Werken mit Informatikern am Rechenzentrum der  Universidad de Madrid zusammen.

## Ausstellungen
Posthum wurden seine Exponate auf diversen Ausstellungen gezeigt, darunter:
- Ex Machina – Frühe Computergrafik bis 1979, Kunsthalle Bremen (2007)
- Der diskrete Charme der Technologie: Die Kunst in Spanien, ZKM Karlsruhe (2008)